# Животни скрипт и скриптне забране
Животни скрипт је несвјестан животни стил, заснован на одлукама донесеним у раном дјетињству. Ове одлуке се односе на себе, друге или на свијет. Доношење таквих одлука у раном дјетињству помаже дјетету да се прилагоди околини, док у одраслом добу не представљају конкретну корист. Животни скрипт представља програм развијен у раном дјетињству под утицајем родитељских порука и који усмјерава понашање појединца током његовог живота. Осим родитеља, као примарних старатеља, основе животног скрипта могу се створити и под утицајем важних људи из дјетињства (дједови и баке, старија браћа и сестре итд). Поруке се могу преносити вербалним и невербалним путем.
Дјеца покушавају да дају смисао околини и свијету око себе, те настоје да се прилагоде. Сва људска бића имају урођену потребу да буду повезана са другим људима, дјеца још у раном дјетињству настоје да обезбједе задовољење те потребе. Дијете може, на примјер, формирати мишљење о себи „Ја сам паметан”, ако редовно прима похвале од својих родитеља за добро обављање задатка. Ако дијете добија негативне или нејасне поруке, може донијети одлуку да са њим нешто није у реду. На примјер, ако отац или мајка кажу дјетету: „Не могу вјеровати да си могао бити тако глуп!”, дијете може одлучити „Ја сам глуп” или „Никада нећу учинити ништа исправно”. Таква одлука може бити основа за несрећан (или ограничавајући) животни скрипт. Обично се одлуке не доносе након само једног догађаја, већ након неколико ситуација које се понављају током одрастања. Касније понављање порука потврђује увјерење особе да је одлука донесена у дјетињству исправна.
Постоје два фактора који зависе од тога како ће особа реаговати на специфичне ситуације. Први фактор се односи на личност дјетета, а други на карактеристике окружења у којем дијете живи. На пример, весело и позитивно дијете ће лакше поднијети негативне утицаје него депресивно или повучено дијете. Такође, веома је важно колико дијете има подршку од других. На пример, ако дијете добија негативне поруке од једног родитеља, биће му лакше ако га други родитељ његује и даје му позитивне поруке.
Скриптне забране су ограничавајуће, вербалне или невербалне, скривене поруке које родитељи шаљу детету. Карактеристично за ове поруке је то да их дијете усваја у раном периоду живота и то да оне представљају основу за настанак животног скрипта. Животни скрипт је, дакле, основа неких родитељских порука које дијете сматра важним. Такве поруке се зову скрипте забране. Скриптне забране одликује негативност и вишеструко понављање. Ове поруке негативно утичу на развој дјетета, а њихов утицај не престаје након периода дјетињства, него је активан и касније у одраслом добу. Негативан утицај се одражава, на примјер, у ограничавању процеса развоја и напредовања особе („Немој да одрастеш"), лоше комуникације и односа са другима  („Не буди близак” и „Не припадај”) итд.

## Врсте скриптних забрана
Према Трансакционој анализи  постоји дванаест сриптних забрана: "Немој постојати", „Немој бити свог пола” („Не буди ти”), „Немој бити дијете”, „Немој да одрастеш”, „Не буди успјешан”, „Немој”, „Немој бити важан”, „Немој да припадаш”, „Немој да будеш близак”, „Немој бити добро”, „Немој мислити” и „Немој осјећати”.

## „Немој постојати”
Забрана на живот је у великој мјери присутна код људи који дјелују самодеструктивно, односно наносе себи физички и емоционални бол, док у исто вријеме вјерују да дјелују на позитиван начин. У основи овог понашања је тежња ка љубави и наклоности. Ова забрана је најчешће усвојена као посљедица родитељских вербалних порука као што су: „Убићу те због тога” или „Боље да те никада нисам ни родила”. Поред вербалних порука, невербалне поруке су такође од великог значаја које се огледају у томе да родитељ својим понашањем потврђује оно што говори. Постојање ове забране углавном је карактеристично за особе које су суицидалне и имају осјећај безвриједности или некорисности. Разлози због којих родитељи шаљу такве поруке дјеци најчешће се односе на њихово мишљење да је рођење дјетета на неки начин угрозило или онемогућило испуњење неких њихових жеља и планова. Тада родитељи несвјесно одбацују дијете, шаљући му поруку о забрани постојања. 

## „Не буди свог пола” („Не буди ти”)
Ова забрана се преноси од стране родитеља који имају дјевојчицу, а жељели су дјечака, или обрнуто. Родитељи најчешће исказују своје забране на начин да на примјер, дјевојчице облаче у мушке моделе одјеће, ошишају је као дјечака и слично. Није риједак случај да родитељи дијете зову именом супротног пола или да кћерку ословљавају са „сине”. Као посљедицу тога, имамо особу која, када одрасте, наставља да његује стил облачења или понашање које је карактеристично за супротни пол.

## „Немој бити дијете”
Забрану „Немој бити дијете” дају родитељи који се на неки начин осјећају угроженима што имају дијете, па намећу дјетету одговорност и обавезу да се понаша као одрасли а не као дијете. Такву забрану дају и родитељи који не умију да се забављају, у смислу да се осјећају "укочени" на неким забавама или сличним ситуацијама.

## „Немој да одрастеш”
Ова забрана често је карактеристична за најмлађе дијете, с обзиром на то да родитељи желе да имају једног члана породице који је увијек ту за родитеље, који воли да се мази и сл.

## „Не буди успешан”
Родитељ који, због специфичних околности, није имао шансе да буде успјешан, често (на несвјесном нивоу) завиди свом сину или кћери на достигнућаима. Такав родитељ, на вербалном плану, каже дјетету да треба да учи и буде успјешан/а, али невербалано даје забрану на успијех. На шримјер, дешава се да студент обавља све своје дужности на одговарајући начин и на вријеме, али када дође вријеме испита, нађе начин да себе саботира (непосредно прије истита изненада се разболи, „заборави” предати важан рад и сл).

## „Немој”
Забрана „Немој” подразумијева да особа не треба да ради ништа, јер је околина толико негативна. Подузимати одређене акције је опасно и бесмислено, тако да је пожељно заузети пасиван став у животу. Особе са овим скриптом су веома су неодлучне и пасивне.

## „Немој бити важан”
Особе које носе ову поруку избјегавају ситуације у којима се истичу или су у средишту пажње. Оне се осјећају панично ако се од њих тражи да преузму улогу вође у било ком смислу. Такође се дешава да имају трему од јавних наступа и „изгубе глас” када треба да говоре у јавности.

## „Не припадај”
Забрана припадања може се пренијети дјетету порукама да је другачији/а од друге дјеце, да је недруштвен/а или стидљив/а. Поруке о томе да не треба припадати врло често показују родитељи својим моделом понашања друштвене изолованвости.

## „Не буди близак”
Ова забрана може се односити на забрану физичке блискости или емоционалне блискости. У првом случају, када се ради о забрани физичке блискости, родитељи ријетко додирују своје дијете и избјегавају физички контакт.Забрана емоционалне блискости карактерише чланове породица у којима се не говори о својим осјећањима.

## „Не буди добро”
Забрану „Не буди добро” усвајају дјеца која се осјећају запостављено од стране родитеља, те манипулишу својим здрављем да би добили родитељску бригу и пажњу коју да су здрави не би имали. Ако се особа настави и у одраслом добу придржавати оваквих облика понашања, дешаваће се да се сваки пут разболи, на примјер, када се јаве неки животни проблеми. Ова забрана може се пренијети и етикетирањем, у смислу да родитељи околини, у присуству дјетета, представљају дијете као нејако и болешљиво.

## „Немој мислити”
Ова забрана се односи на опште занемаривање дјететовог размишљања. Касније, када одрасте, оваква особа реагује на појаву проблема тако што се збуни или осјећа лоше, уместо да размишља о томе како да ријеши проблем. Забрана на мишљење може се пренијети на дијете и тако што родитељ дјетету даје модел како треба да се понаша како би остварио неки циљ, на примјер, хистерична мајка даје узор својој кћери да ако жене желе нешто од мушкарца, то ће добити ако искључе мозак и бурно реагују.

## „Немој осјећати”
Забрана на осјећања може да настане као узор на образац понашања родитеља који не изражавају своја осјећања. Важно је нагласити да постоји разлика у томе да ли се ради о забрани било каквог показивања осјећаја или о забрани показивања само неких од осјећања. Генерално, чешћа је појава постојања забране на само нека од осјећања, док се остала адекватно осјећају и исказују. Такође, забрана „Немој да осјећаш” може се односити само на показивање осјећања, али не и на осјећање. Дакле, особа има дозволу да осјећа, али и не и да показује своја осјећања.